# Michael Boder
Michael Boder, né le 9 novembre 1958 à Darmstadt (Hesse) et mort le 7 avril 2024 à Vienne (Autriche), est un chef d'orchestre allemand spécialisé dans la musique et l’opéra contemporains.

## Biographie
Michael Boder est le chef de l'orchestre de l'Opéra d'État de Vienne depuis 1995 lors de ses débuts dans Wozzeck d'Alban Berg. En 2006, il crée le cinquième opéra de Pascal Dusapin, Faustus, the Last Night avec l'orchestre du Staatsoper Unter den Linden de Berlin.